# 제21회 대종상
제21회 대종상의 시상식에 관한 내용이다.

## 수상 및 후보

### 감독상
- 낮은데로 임하소서 - 이장호 수상

### 시나리오상
- 만추 - 김지헌 수상

### 남우주연상
- 철인들 - 안성기 수상

### 여우주연상
- 꼬방동네 사람들 - 김보연 수상

### 남우조연상
- 꼬방동네 사람들 - 김희라 수상

### 촬영상
- 만추 - 정일성 수상

### 편집상
- 철인들 - 김희수 수상

### 조명상
- 철인들 - 이억만 수상

### 음악상
- 삐에로와 국화 - 정윤주 수상

### 미술상
- 낮은데로 임하소서 - 김유준 수상

### 녹음상
- 아벤고 공수군단 - 양후보·이재웅 수상

### 우수문화영화상
- 삼진영화제작소 수상

### 특별상
- 오염된 자식들 - 나한봉 (각색부문(극)) 수상
- 꼬방동네 사람들 - 배창호(감독)신인부문(극) 수상
- 백구야 훨훨 날지를 마라 - 나영희 수상
- 아벤고 공수군단 - 김경일(음향효과(극)) 수상
- 낮은데로 임하소서 - 윤복희(주제가창부문(극)) 수상
- 권순재(감독, 편집) 장석준(촬영) 수상
- 김소동 외 29명 수상

### 계몽부문작품상
- 철인들 - 한진흥업 수상

### 안보부문작품상
- 아벤고 공수군단 - 우진필름 수상

### 문예부문작품상
- 낮은데로 임하소서 - 화천공사 수상

### 최우수문화영화상
- 중앙영화사 수상